# Regina Scheer
Regina Scheer, née le 26 mai 1950 à Berlin-Est, est une autrice allemande.

## Biographie
Regina Scheer étudie le théâtre et les études culturelles à l'Université Humboldt de Berlin de 1968 à 1973. Elle participe au club Hootenanny, aussi appelé l'Oktoberklub, un "club de chants" appartenant au Singebewegung. De 1972 à 1976, elle écrit pour Forum, le journal étudiant de l'organisation de jeunesse officielle FDJ. De 1980 à 1990 elle écrit pour la revue littéraire Temperamente.
Elle travaille comme autrice et éditrice depuis la révolution pacifique en RDA. Elle vit à Berlin-Wedding.
Regina Scheer publie plusieurs ouvrages sur l'histoire juive allemande et son premier roman Machandel paraît en 2014.
En 2023 paraît sa biographie de Hertha Gordon-Walcher, qui fut entre autres la secrétaire de Clara Zetkin, Bitter Brunnen. Hertha Gordon-Walcher und der Traum von der Revolution. Elle remporte avec cet ouvrage le prix du Salon du livre de Leipzig 2023 dans la catégorie non-fiction/essai.

## Prix
- 2014 : Prix Mara Cassens
- 2017 : Prix de littérature Ver.di Berlin-Brandebourg
- 2023 : Prix de la Foire du livre de Leipzig pour Bitter Brunnen (catégorie : non-fiction/essai)

## Publications
- Ahawah, das vergessene Haus. Aufbau, Berlin 1992
- Es gingen Wasser wild über unsere Seele. Aufbau, Berlin 1999
- Der Umgang mit den Denkmälern. Centre d'État d'éducation politique du Brandebourg (de), Potsdam 2003
- Im Schatten der Sterne. Aufbau, Berlin 2004
- "Wir sind die Liebermann". Propyläen Verlag, Berlin 2006
- Mausche mi-Dessau Moses Mendelssohn. Hentrich & Hentrich, Teetz 2006
- Den Schwächeren helfen, stark zu sein. Die Schrippenkirche (de) im Berliner Wedding 1882–2007. Hentrich & Hentrich, Teetz 2007,  (ISBN 978-3-938485-63-7)
- Kurt Tucholsky. Hentrich & Hentrich, Teetz 2008
- Zerbrochene Bilder. Musée de la littérature Kurt-Tucholsky (de), Rheinsberg 2011
- Zerstörte Kindheit und Jugend. Mein Leben und Überleben in Berlin. En collaboration avec Regina Steinitz, Berlin, 2014, Stiftung Denkmal für die ermordeten Juden Europas,  (ISBN 978-3-942240-16-1) .
- Machhandel. Roman. Knaus, Munich 2014,  (ISBN 978-3-328-10024-9)
- Gott wohnt im Wedding. Penguin Verlag, Munich, 2019,  (ISBN 978-3-328-60016-9)
- Bittere Brunnen. Hertha Gordon-Walcher und der Traum von der Revolution (Penguin Verlag), Munich, 2023,  (ISBN 978-3-328-60208-8)